# British Agent
British Agent is een Amerikaanse oorlogsfilm uit 1934 onder regie van Michael Curtiz. In Nederland werd de film destijds uitgebracht onder de titel Geheime diplomatie.

## Verhaal
Stephen Locke is een Brits geheim agent in Rusland tijdens de revolutie. Hij moet ervoor zorgen dat de bolsjewieken in Petrograd een verdrag tekenen met Duitsland. Stephen leert de Elena Moura kennen, de aantrekkelijke secretaresse en spionne van Lenin. Hij wordt verliefd op haar.

## Rolverdeling
| Acteur            | Personage        |
| ----------------- | ---------------- |
| Leslie Howard     | Stephen Locke    |
| Kay Francis       | Elena Moura      |
| William Gargan    | Bob Medill       |
| Phillip Reed      | Gaston LeFarge   |
| Irving Pichel     | Sergei Pavlov    |
| Ivan F. Simpson   | Evans            |
| Halliwell Hobbes  | Walter Carristor |
| J. Carrol Naish   | Trotski          |
| Walter Byron      | Stanley          |
| Cesar Romero      | Tito Del Val     |
| Arthur Aylesworth | Henry Farmer     |
| Alphonse Ethier   | Paul DeVigney    |
| Frank Reicher     | Mr. X            |
| Tenen Holtz       | Lenin            |
| Doris Lloyd       | Lady Carrister   |